# Remo Legnazzi
Remo Legnazzi (* 1946 in Bern) ist ein Schweizer Filmregisseur und Filmeditor.

## Leben
Nach der Matura in Bern und einem Studienaufenthalt in Zentralafrika besuchte Legnazzi die Hochschule für Fernsehen und Film München. Anschließend war er Mitarbeiter beim Bayerischen Rundfunk und hielt sich ein Jahr in Indien auf. New York Stipendium der Stadt Bern. Max Ophüls Preis.

## Filmografie (Auswahl)
- 1968: Bern – Milano ( Buch, Produktion, Kamera, Regie, Schnitt )
- 1970: Erfüllte Hoffnung? Westliche Jugend in Indien. ( Buch, Produktion, Regie, Kamera, Schnitt )
- 1973: Buseto – die Emigration am Beispiel eines sizilianischen Dorfes. ( Buch, Produktion, Regie, Schnitt )
- 1977: Chronik von Prugiasco – Aufzeichnungen eines Tessiner Bergdorfes. ( Buch, Produktion, Regie, Schnitt )
- 1978: Mir si ir gliche Schtrass ufgwachse. ( Buch, Produktion, Regie, Schnitt )
- 1979: Zweiter Anfang. Tessiner Emigranten in Kalifornien. ( Buch, Produktion, Regie, Schnitt )
- 1982: E nachtlang Füürland / "Eine nachtlang Feuerland" ( Buch, Produktion, Regie, Schnitt )
- 1986: My mother is in Sri Lanka. Tamilische Flüchtlinge in der Schweiz. ( Buch, Produktion, Regie, Schnitt )
- 1992: Füürland 2 / "Feuerland 2" / "Eine Nacht lang Feuerland 2" ( Buch,Produktion, Regie, Schnitt )
- 1997: Abschied von der Gasse. Pilotprojekt Staatliche Heroinabgabe in der Schweiz. ( Buch, Produktion, Regie, Schnitt )
- 1997: Das Schweigen der Männer (Schnitt)
- 2004: Die letzten Bergbauern von Prugiasco. ( Buch, Produktion, Regie, Schnitt )
- 2005: Die Vogelpredigt oder Das Schreien der Mönche (Schnitt)
- 2008: Nachgift: 4 Junkies und ihr neues Leben ( Buch, Produktion, Regie, Schnitt )
- 2012: Mürren Inside – Eine Schulklasse porträtiert ihr Dorf. ( Buch, Produktion, Regie, Schnitt )
- 2014: Lotzwil – unser Dorf. Eine Schulklasse porträtiert ihr Dorf. ( Buch, Produktion, Regie, Schnitt )
- 2018: St -Imier  à travers le regard des élèves. ( Buch,Produktion, Regie, Schnitt )
- 2019: Der Weg zur Kunstintervention ( Buch, Produktion, Kamera, Regie, Schnitt )
- 2020: Der Gohlgraben – mit den Augen seiner Schüler*innen. ( Buch, Produktion, Regie, Schnitt )